# Knallbrause

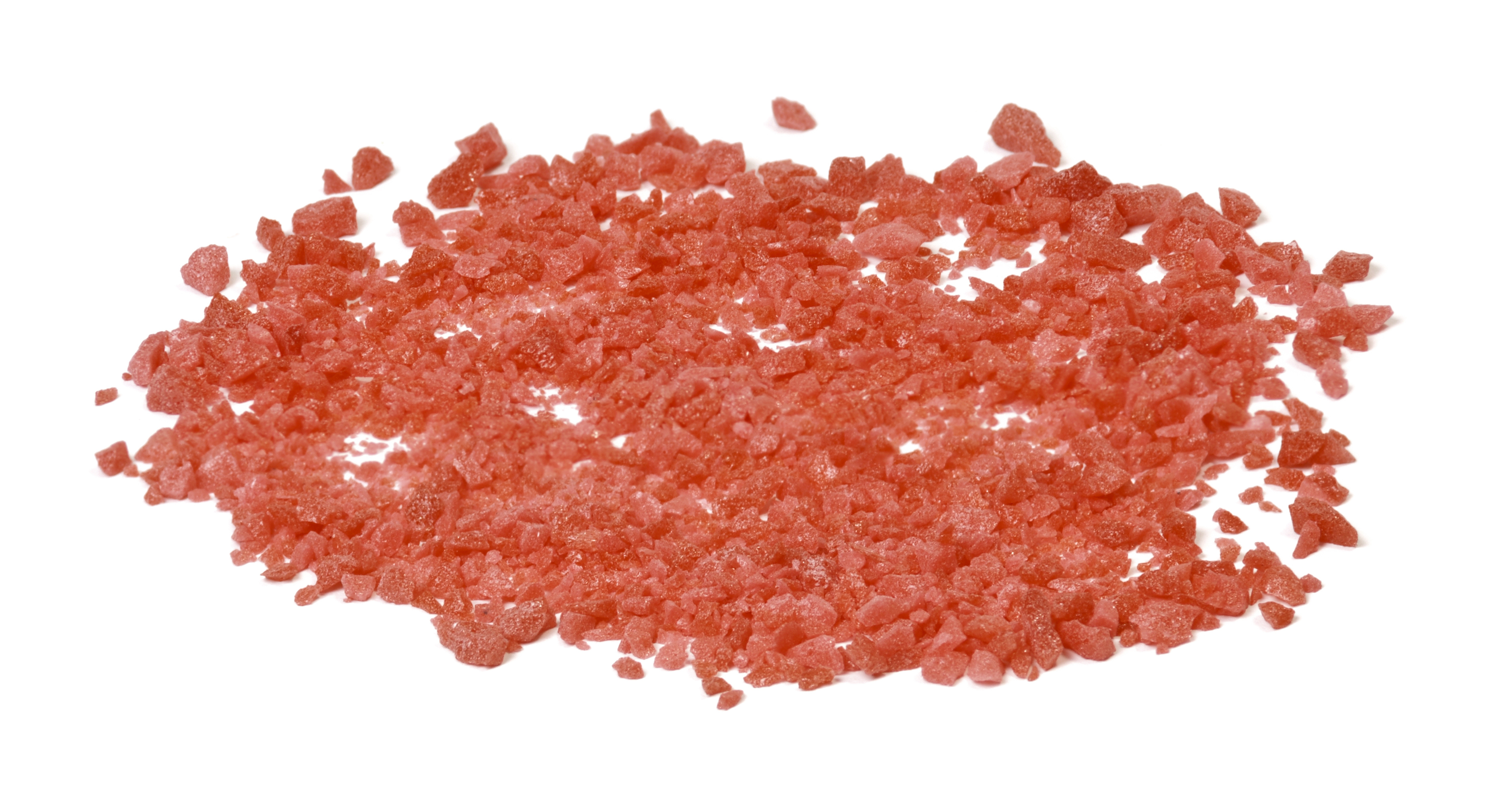
Roter Knallzucker mit Erdbeergeschmack

Als Knallbrause – auch bekannt als Knisterbrause, Knall- oder Knisterzucker, Peta Zeta und anderen Markennamen – bezeichnet man in der Molekularküche mit Zucker umschlossene Kohlenstoffdioxid-Bläschen.

## Geschichte
Knallzucker wurde im Jahr 1956 vom amerikanischen Lebensmittelchemiker William A. Mitchell erfunden. Für die General Foods Corporation in New Jersey suchte er nach einem Weg, Pulverlimonade herzustellen. Da dies mit dem Knallzucker allerdings nicht gelang, war die Firma zunächst nicht daran interessiert, das neue Produkt zu nutzen. Erst im Jahr 1976 kam man auf die Idee, dem Zucker Aromen hinzuzufügen und ihn als Süßigkeit zu vermarkten.

## Herstellung und Eigenschaften
Zur Herstellung wird der Zucker erwärmt, bis er flüssig wird. Danach wird er unter hohem Druck (40 bar) Kohlenstoffdioxid ausgesetzt und anschließend abgekühlt.
Durch das Kauen oder Lutschen wird das im Knallzucker gebundene Kohlenstoffdioxid freigesetzt und führt zu einem Knistern auf der Zunge. Das eingeschlossene Gas entweicht im Vergleich zur Haltbarkeit von Zucker schnell, was durch eine hohe Luftfeuchtigkeit beschleunigt wird.